# Vanessa Marano
Vanessa Nicole Marano (Los Angeles, 31 oktober 1992) is een Amerikaanse actrice. Ze is het meest bekend van haar rol als April Nardini in Gilmore Girls en voor de rol van Francesca in The Comeback. Ook speelt ze Bay in de serie Switched at Birth.

## Biografie
Vanessa Marano begon met acteren toen ze zeven jaar oud was. Ze speelde in verschillende toneelstukken op A.C.T. in Agoura Hills, California. Ze begon haar professionele acteercarrière met verschillende reclamespots.

## Filmografie

### Film
| Jaar | Titel                     | Rol                  | Opmerkingen |
| ---- | ------------------------- | -------------------- | ----------- |
| 2014 | Senior Project            | Sam                  |             |
| 2013 | Restless Virgins          | Emily                |             |
| 2013 | The Secret Lives of Dorks | Samantha             |             |
| 2012 | Your Father's Daughter    | Luciana              | Kortfilm    |
| 2009 | Dear Lemon Lima           | Samantha Crombs      |             |
| 2008 | The Clique                | Layna Abeley         | Video       |
| 2008 | Man of Your Dreams        | Maia                 |             |
| 2007 | Hell on Earth             | Shelly               |             |
| 2006 | Boys Life                 | Sheila               |             |
| 2004 | The Brooke Elison Story   | Young Brooke Ellison |             |
| 2003 | Easy                      | Little Jamie         |             |

### Televisie
| Jaar      | Titel                            | Rol               | Opmerkingen                                                                   |
| --------- | -------------------------------- | ----------------- | ----------------------------------------------------------------------------- |
| 2002-2009 | Without a Trace                  | Hanna Malone      | Tijdelijke rol (12 afleveringen)                                              |
| 2004      | Grounded for Life                | Lexie             | Aflevering: "Tombstone Blues"                                                 |
| 2005      | Six Feet Under                   | Tate Pasquese     | Aflevering: "Time Flies", "The Silence"                                       |
| 2005      | The Comeback                     | Franchesca        | Tijdelijke rol (12 afleveringen)                                              |
| 2005      | Malcolm in the Middle            | Gina              | "Malcolm Defends Reese"                                                       |
| 2005-2007 | Gilmore Girls                    | April Nardini     | Tijdelijke rol (13 afleveringen)                                              |
| 2008      | Miss Guided                      | Kelly             | Aflevering "Homecoming (Seizoen 1 Aflevering 1)"                              |
| 2008      | The Closer                       | Theresa Monroe    | Aflevering: "Porblem Child (Seizoen 4 Aflevering 6)"                          |
| 2008-2010 | The Young and the Restless       | Eden Baldwin      | Tijdelijke rol (59 afleveringen)                                              |
| 2009      | Trust Me                         | Haley McGuire     | Tijdelijke rol (5 afleveringen)                                               |
| 2009-2011 | Dexter                           | Rebecca Mitchell  | Tijdelijke rol (6 afleveringen)                                               |
| 2010      | Ongetitelde Michael Jacobs pilot | Bailey Davidson   | Onverkochte pilot                                                             |
| 2010      | Past Life                        | Susan Charne      | Aflevering: "Dead Man Talking"                                                |
| 2010      | Medium                           | Jennifer Whitten  | Aflevering: "There Will Be Blood .. Type A", "There Will Be Blood ... Type B" |
| 2010      | Scoundrels                       | Hope West         | Hoofdrol (8 afleveringen)                                                     |
| 2010      | Parenthood                       | Holly             | Aflevering: "Date Night"                                                      |
| 2010      | Marry Me                         | Imogen Hicks      | Miniserie                                                                     |
| 2011      | Private Practice                 | Casey             | Aflevering: "The Hardest Part"                                                |
| 2011      | Love Bites                       | Becky Lerner      | Aflevering: "Too Much Information"                                            |
| 2011      | CSI: Crime Scene Investigation   | Samantha Cafferty | Aflevering: "CSI Down"                                                        |
| 2011-2017 | Switched at Birth                | Bay Kennish       | Hoofdrol                                                                      |
| 2012      | Grey's Anatomy                   | Holly Wheeler     | Aflevering: "The Girl with No Name"                                           |
| 2012      | Boys Are Stupid, Girls Are Mean  | Vertelster        | (9 Afleveringen)                                                              |
| 2013      | Perception                       | Riley             | Aflevering: "Toxic"                                                           |

- Bibsys: 1630366669799
- Biblioteca Nacional de España: XX5839147
- International Standard Name Identifier: 0000 0001 2253 4175
- Library of Congress Control Number: no2011113075
- Virtual International Authority File: 172329740
- WorldCat: E39PBJfRFdM4FTrWrJYWM8WRrq